# Stewarcja kameliowata

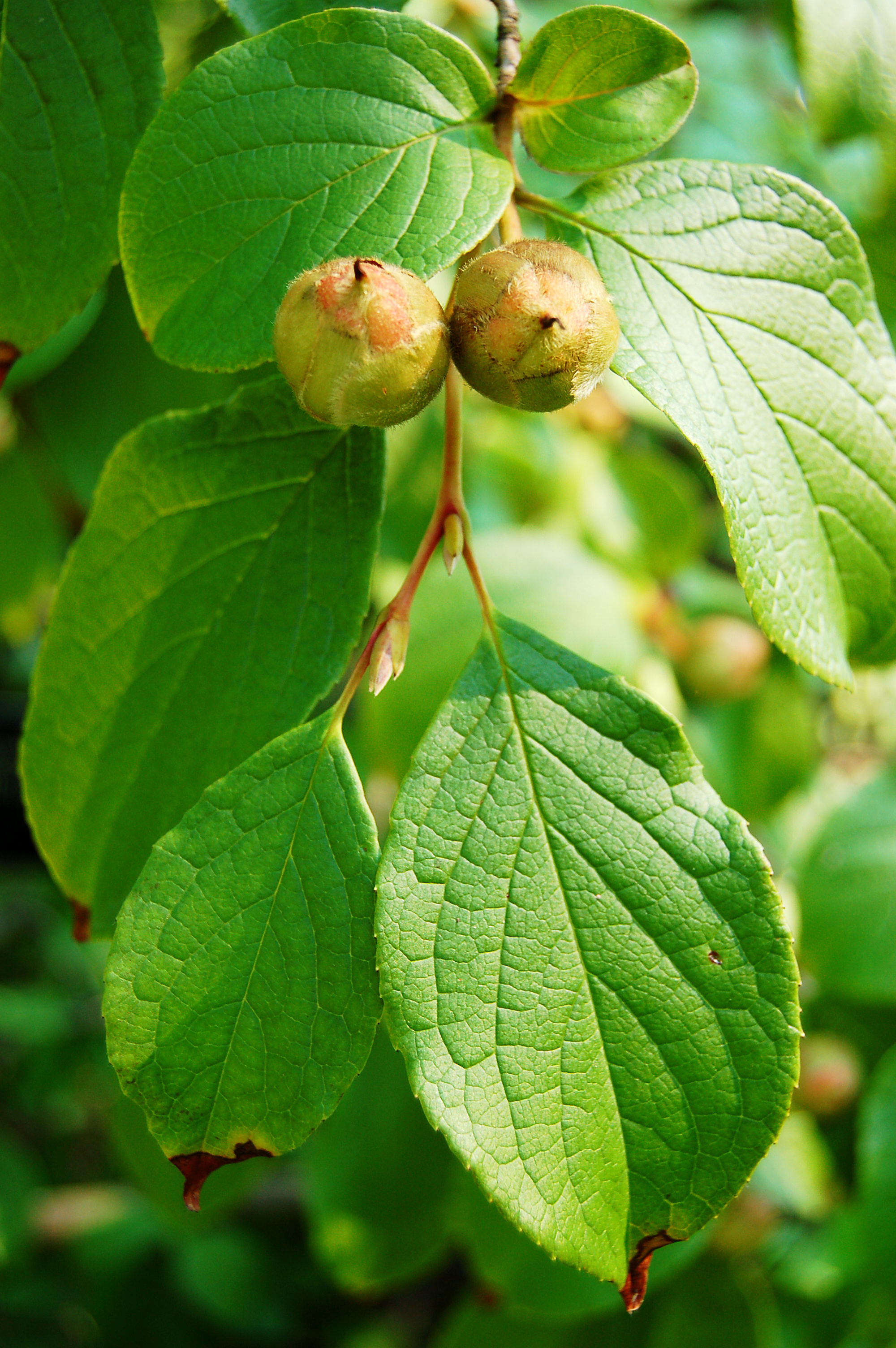

Stewarcja kameliowata (Stewartia pseudocamellia) – gatunek rośliny drzewiastej z rodziny herbatowatych (Theaceae) występujący naturalnie w ciepłych i chłodniejszych, wilgotnych lasach centralnej i południowej Japonii (wyspy Honsiu, Kiusiu, Sikoku) oraz w Korei Południowej. W Polsce czasami uprawiana.

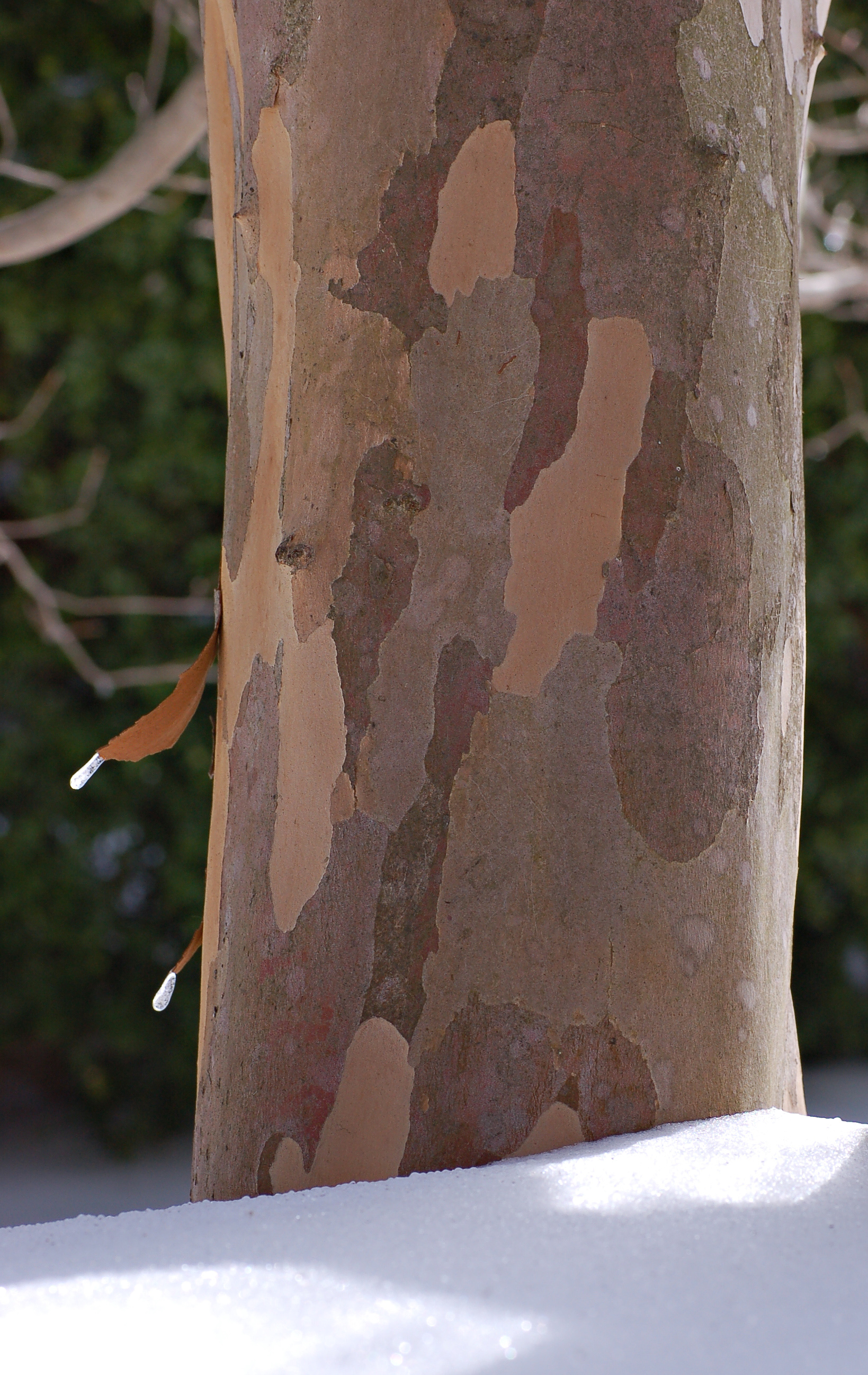
Pień

## Charakterystyka
PokrójMałe drzewo, lub duży krzew wysokości do 6 metrów (w swojej ojczyźnie osiąga nawet 18 m). Młode rośliny są wyprostowane, a starsze posiadają parasolowatą i nieregularną koronę.
Łodyga, pieńŁodygi są lekko wzniesione i delikatne. Kora na pniu i gałęziach jest czerwonawa. Łuszcząc się – odkrywa żółte, cynamonowe, lub czerwone partie kory. Drzewka stewarcji kameliowatej są najczęściej wielopniowe.
LiścieSezonowe, eliptyczne do odwrotnie jajowatoeliptycznych, barwy zielonej. Na gałęziach ustawione skrętolegle. Jesienią przebarwiające się na wspaniałe kolory (czerwony, purpurowy i amarantowy).
KwiatyPojedyncze i miseczkowate, dosyć duże (średnica kwiatu wynosi 5 – 6 cm), barwy białej. Nitki pręcikowe białe. Pylniki jaskrawopomarańczowe. Kwiaty mają trwałość tylko 3 dni, ale rozkwitają się masowo, więc kwitnienie trwa długo (od lipca, do sierpnia). Są zapylane przez pszczoły.
OwoceTorebki, najczęściej drewniejące, pięciokanciaste i otwierające się pięcioklapowo.
KorzeńSystem korzeniowy delikatny i wrażliwy, położony blisko powierzchni.
Biotop, wymagania
Stewarcję kameliowatą można spotkać w podszyciu prześwietlonych, chłodnych i wilgotnych lasów.

## Zmienność
Roślina niezbyt zmienna, gdyż posiada tylko jedną odmianę botaniczną – koreańską (Stewartia pseudocamellia Maxim. var. koreana (Nakai ex Rehder) Sealy, Bot. Mag.;BPH 221.13;BPH/S 164.L05.1948), występującą w chłodniejszych rejonach Korei. Od typowego gatunku różni się lekko wygiętymi pędami i większymi kwiatami, średnicy 6 – 7 cm, oraz bardziej szerokimi liśćmi. Według nowszych ujęć taksonomicznych nie jest uważana za odmianę. Arboretum w Rogowie, może się pochwalić dwiema polskimi odmianami – "Rogów" (Tumiłowicz, 2003), oraz "Julia" (Muras, 2003).

## Zastosowanie i uprawa
Roślina ozdobna, uprawiana w małych ogrodach i dużych parkach. Sadzona najczęściej soliterowo, lub koło grup różaneczników. W ogrodzie wymaga miejsca słonecznego, lub półcienistego i osłoniętego od zimnych wiatrów, chociaż znosi chłód i wilgoć. Jest całkowicie mrozoodporna w starszym wieku – młodym roślinom przemarzają najczęściej tylko niezdrewniałe części pędów jednorocznych, ale szybko się regenerują. Mimo to młode stewarcje powinny być okrywane na zimę np. matami, lub agrowłókniną. Gleba powinna być świeża, ale nie nadmiernie wilgotna, kwaśna, do obojętnej (pH 4,5 – 6,5). Należy pamiętać, że jej korzenie są płytko położone pod ziemią i są wrażliwe na suszę. Nadaje się ona da małych ogrodów, gdyż rośnie powoli. Polecana jest dla województw zachodnich, ale nie oznacza to że nie może być uprawiana w chłodnych rejonach Polski.